# Niconiades caeso
Niconiades caeso är en fjärilsart som beskrevs av Paul Mabille 1891. Niconiades caeso ingår i släktet Niconiades och familjen tjockhuvuden. Inga underarter finns listade i Catalogue of Life.